# Actually
| 전문가 평가                   | 전문가 평가 |
| 평가 점수                     | 평가 점수   |
| 출처                          | 점수        |
| ----------------------------- | ----------- |
| AllMusic                      | [ 4 ]       |
| Los Angeles Times             | [ 5 ]       |
| Mojo                          | [ 6 ]       |
| Q                             | [ 7 ]       |
| Record Mirror                 | 3/5         |
| The Rolling Stone Album Guide | [ 9 ]       |
| Sounds                        | [ 10 ]      |
| Spin Alternative Record Guide | 9/10        |
| Uncut                         | 8/10        |
| The Village Voice             | A−          |

《Actually》 (스타일화된 표기는 《Pet Shop Boys, actually.》)는 영국의 신스팝 듀오 펫 숍 보이스의 두 번째 스튜디오 음반으로, 1987년 9월 7일, 영국에서는 팔로폰을 통해, 북미에서는 EMI 맨해튼을 통해 발매되었다. 이 음반에는 두 곡의 1위 싱글인 〈It's a Sin〉과 〈Heart〉, 그리고 더스티 스프링필드와의 듀엣곡 〈What Have I Done to Deserve This?〉가 수록되어 있다. 《Actually》는 펫 숍 보이스의 영국 내 최고 판매 음반으로, 100만 장 이상이 팔려 트리플 플래티넘 인증을 받았으며, 전 세계적으로는 400만 장 이상이 판매되었다.

## 배경 및 녹음
펫 숍 보이스는 두 번째 음반을 위해 초기 작곡 시절의 곡들을 여전히 보유하고 있었으며, 여기에는 〈It's a Sin〉 (1982년), 〈Rent〉 (1984년), 그리고 바비 올랜도와 함께 녹음하고 1984년 영국 외 지역에서 실패한 싱글로 발매했던 〈One More Chance〉가 포함되어 있었다. 〈What Have I Done to Deserve This?〉는 이들의 매니저 톰 왓킨스의 제안으로 작사가 앨리 윌리스와 협업한 곡으로, 이들은 이를 《Please》 (1986년)에 수록하기를 희망했으나 더스티 스프링필드의 응답을 기다려야 했다.
듀오는 또한 새로운 곡들도 작곡했다. 〈Hit Music〉은 아트 오브 노이즈가 커버한 헨리 맨시니의 테마곡 〈Peter Gunn〉에서 영감을 받았다. 〈I Want to Wake Up〉의 음악은 크리스 로가 작곡했으며, 닐 테넌트가 덧붙인 가사는 이루어질 수 없는 사랑을 악몽에 비유하며 〈Tainted Love〉와 〈Love Is Strange〉라는 곡들을 언급한다. 차트 1위에 오른 〈Heart〉는 원래 해절 딘에게 줄 생각이었으나, 결국 자신들이 직접 부르기로 결정한 곡이다.
〈Shopping〉은 처음에는 쇼핑 중에 단어를 철자 놀이하듯 말하는 농담에서 출발했지만, 가사는 마거릿 대처 정부 하의 국영 산업 민영화에 관한 진지한 내용으로 전개되었다. 특히 사람들에게 브리티시 가스 주식을 구매하도록 독려한 "Tell Sid" 광고가 주요한 영감의 원천이었다.
작곡가 엔니오 모리코네는 〈It Couldn't Happen Here〉의 작곡자 중 한 명으로 이름을 올리고 있다. 펫 숍 보이스는 원래 〈Jealousy〉의 현악 편곡을 의뢰하고자 모리코네에게 연락했으나, 대신 그들이 작업할 수 있도록 한 이탈리아 곡을 보냈다. 펫 숍 보이스는 모리코네 곡의 후렴 부분에서 음악을 가져와 새로운 벌스를 썼고, 로가 코드 진행을 덧붙였다. 안젤로 바달라멘티는 오케스트라 대신 사용된 페어라이트 신시사이저에 맞춰 편곡을 제공했으며, 이는 블루 위버가 프로그래밍했다. 〈It Couldn't Happen Here〉라는 제목은 테넌트와 그의 친구 크리스토퍼 다월이 나눴던 초기 대화에서 비롯되었으며, 당시 그들은 에이즈가 영국에 큰 영향을 미치지 않을 것이라 믿었다. 하지만 테넌트가 이 곡의 가사를 쓸 무렵, 다월은 에이즈 진단을 받았고, 그는 2년 후 세상을 떠났다.

## 곡 목록
모든 곡들은 특별한 언급이 없는 한 닐 테넌트와 크리스 로에 의해 작사/작곡하였다.
| #  | 제목                                                           | 작사·작곡               | 재생 시간 |
| -- | -------------------------------------------------------------- | ----------------------- | --------- |
| 1. | 〈One More Chance〉                                            | 테넌트, 로, 바비 올랜도 | 5:30      |
| 2. | 〈What Have I Done to Deserve This?〉 (with 더스티 스프링필드) | 테넌트, 로, 앨리 윌리스 | 4:18      |
| 3. | 〈Shopping〉                                                   |                         | 3:37      |
| 4. | 〈Rent〉                                                       |                         | 5:08      |
| 5. | 〈Hit Music〉                                                  |                         | 4:44      |

| #   | 제목                        | 작사·작곡                   | 재생 시간 |
| --- | --------------------------- | --------------------------- | --------- |
| 6.  | 〈It Couldn't Happen Here〉 | 테넌트, 로, 엔니오 모리코네 | 5:20      |
| 7.  | 〈It's a Sin〉              |                             | 4:59      |
| 8.  | 〈I Want to Wake Up〉       |                             | 5:08      |
| 9.  | 〈Heart〉                   |                             | 3:58      |
| 10. | 〈King's Cross〉            |                             | 5:10      |

## 인증
| 국가                                                  | 인증        | 판매량/출하량 |
| ----------------------------------------------------- | ----------- | ------------- |
| 오스트리아 (IFPI 오스트리아)                          | 골드        | 25,000*       |
| 브라질                                                | —           | 160,000       |
| 캐나다 (뮤직 캐나다)                                  | 플래티넘    | 100,000^      |
| 핀란드 (Musiikkituottajat)                            | 플래티넘    | 68,416        |
| 독일 (BVMI)                                           | 플래티넘    | 500,000^      |
| 홍콩 (IFPI 홍콩)                                      | 플래티넘    | 20,000*       |
| 말레이시아                                            | —           | 15,000        |
| 뉴질랜드 (RMNZ)                                       | 플래티넘    | 15,000^       |
| 스페인 (PROMUSICAE)                                   | 플래티넘    | 100,000^      |
| 스웨덴 (GLF)                                          | 골드        | 50,000^       |
| 스위스 (IFPI 스위스)                                  | 플래티넘    | 50,000^       |
| 영국 (BPI)                                            | 3× 플래티넘 | 1,000,000     |
| 미국 (RIAA)                                           | 골드        | 750,000       |
| 요약                                                  |             |               |
| 전 세계                                               | —           | 4,000,000     |
| *판매량을 기반으로 한 인증 ^출하량을 기반으로 한 인증 |             |               |